# Ili
För andra betydelser, se Ili (olika betydelser).
Ili  är en autonom prefektur i provinsen Xinjiang i Kina. Det är den enda prefekturen i Kina som är vigd åt den kazakiska minoriteten. Ili gränsar till Mongoliet, Ryssland och Kazakstan.

## Historia
Fram till 600-talet behärskades nuvarande Ili av det nomadiska, turkiska Wusunfolket. Så småningom kom det att bli en del av Dzungariet. Mellan 1100-talet och 1300-talet hörde området till Kara-Khitan-khanatet, till dess Djingis khan erövrade regionen. Ili kom därefter att bli hemort för de mongoliska khanerna.
Någon gång på 1500- eller 1600-talet hamnade Ili åter under dzungarernas kontroll som en del av Dzungariet. 1755 erövrades ili av den kinesiska Qingdynastin. Ili blev huvudsäte för den kinesiska administrationen och militären i Xinjiang.
Ett uiguriskt uppror 1864 ledde till att ett tillfälligt sultanat, Taranchi-sultanatet, upprättades. Sultanatet annekterades av Ryssland 1871 och återlämnades till Kina 1881. Efter Qingdynastins fall lydde Ili i likhet med övriga Xinjiang under olika krigsherrar som ofta hade täta band med Sovjetunionen. Under 1940-talet ingick Ili i Östturkestan tillsammans med Tarbagatay och Altay. 1949 införlivades Ili med Folkrepubliken Kina.
På grund av försörjningsproblemen som följde i det Stora språngets spår flydde 60.000 kazakher till Sovjetunionen 1962 i det om kallats "kazakhernas exodus".

## Administrativ indelning
Den administrativa indelningen av Ili är en smula komplex, då den norra delen av den autonoma prefekturen Ili i sin tur innehåller två mindre prefekturer, Tarbagatay och Altay. 
I söder består Ili av ett antal mindre administrativa enheter på häradsnivå: residensstaden Yining (Gulja), Kuytun, Yining, Huocheng, Tokkuztara, Künes, Zhaosu, Tekes, Nilka och Sibe-folkets autonoma härad Qapqal.
|    |                                    |                    |                            |                             |                                 |                                |                   |           |                         |
| Nr | Namn                               | Kinesiska          | Pinyin                     | Uiguriska (arabisk skrift)  | Uiguriska (latinsk skrift)      | Kazakhiska (arabisk skrift)    | Befolkning (2003) | Yta (km²) | Befolkningstäthet(/km²) |
| *  | Altay prefektur                    | 阿勒泰地区         | Ālètài Dìqū                | تارباغاتاي ۋىلايىتى         | Altay Wilayiti                  | ئالتاي ۋىلايىتى                | 561,667           | 117,800   | 5                       |
| *  | Tarbagatay prefektur               | 塔城地区           | Tǎchéng Dìqū               | تارباغاتاي ۋىلايىتى         | Tarbaghatay Wilayiti            | تارباعاتاي ايماعى              | 892,397           | 104,546   | 16                      |
| 1  | Yining stad                        | 伊宁市             | Yīníng Shì                 | غۇلجا شەھىرى                | Ghulja Shehiri                  | قۇلجا قالاسى                   | 430,000           | 629       | 684                     |
| 2  | Küytun stad                        | 奎屯市             | Kuítún Shì                 | كۈيتۇن شەھىرى               | Küytun Shehiri                  | كۇيتۇن قالاسى                  | 300,000           | 1,171     | 256                     |
| 3  | Yining härad                       | 伊宁县             | Yīníng Xiàn                | غۇلجا ناھىيىسى              | Ghulja Nahiyisi                 | قۇلجا اۋدانى                   | 360,000           | 4,486     | 80                      |
| 4  | Qorghas härad                      | 霍城县             | Huòchéng Xiàn              | قورغاس ناھىيىسى             | Qorghas Nahiyisi                | قورعاس اۋدانى                  | 360,000           | 5,466     | 66                      |
| 5  | Tokkuztara härad                   | 巩留县             | Gǒngliú Xiàn               | توققۇزتارا ناھىيىسى         | Toqquztara Nahiyisi             | توعىزتاراۋ اۋدانى              | 160,000           | 4,124     | 39                      |
| 6  | Künes härad                        | 新源县             | Xīnyuán Xiàn               | كۈنەس ناھىيىسى              | Künes Nahiyisi                  | كۇنەس اۋدانى                   | 300,000           | 7,583     | 40                      |
| 7  | Mongolküre härad                   | 昭苏县             | Zhāosū Xiàn                | موڭغۇلكۈرە ناھىيىسى         | Mongghulküre Nahiyisi           | موڭعۇلكۇرە اۋدانى              | 160,000           | 10,465    | 15                      |
| 8  | Tëkes härad                        | 特克斯县           | Tèkèsī Xiàn                | تېكەس ناھىيىسى              | Tëkes Nahiyisi                  | تەكەس اۋدانى                   | 160,000           | 8,080     | 20                      |
| 9  | Nilka härad                        | 尼勒克县           | Nílèkè Xiàn                | نىلقا ناھىيسى               | Nilqa Nahiyisi                  | نىلقى اۋدانى                   | 160,000           | 10,130    | 16                      |
| 10 | Sibe-folkets autonoma härad Qapqal | 察布查尔锡伯自治县 | Chábùchá'ěr Xībó Zìzhìxiàn | ئاپتونوم يېزىسى چاپچال شىبە | Chapchal Shibe Aptonom Nahiyisi | شاپشال سىبە اۆتونوميالى اۋدانى | 170,000           | 4,489     | 38                      |